# Madera de conflicto
La madera de conflicto es toda aquella madera que ha sido comercializada o gravada en algún punto de la cadena de custodia por grupos armados, ya sean facciones rebeldes o ejércitos estatales, o por una administración civil involucrada en un conflicto armado para financiar hostilidades o perpetuar el conflicto de otra manera, o aprovechar situaciones de conflicto para beneficio personal. La explotación de la madera puede ser en sí misma una causa directa de conflicto. La madera procedente de zonas conflictivas no es necesariamente ilegal. Esta definición es la utilizada por organismos internacionales como el Programa para el Reconocimiento de Certificación Forestal o Global Witness.La madera de conflicto es un tipo de recurso de conflicto.
La madera de conflicto se puede clasificar en dos tipos: el tipo I aquella madera que es recolectada específicamente para financiar conflictos armados, y el tipo II aquella madera que por su valor o extensión crea reclamaciones rivales de propiedad o control sobre los recursos forestales, lo que resulta en conflictos. 

## Características
Aunque la madera de conflicto comparte muchas de las características con la tala ilegal, se distingue de esta por su papel en la financiación y perpetuación de los conflictos armados y los problemas sociopolíticos. En este sentido el comercio de la madera de conflicto puede ser legal en muchos países. Tanto la madera de conflicto como la tala ilegal son más prominentes donde la gobernanza es débil, los controles financieros son insuficientes y la participación de la sociedad civil en la gestión de recursos es limitada. La demarcación ambigua sobre la tenencia de la tierra en áreas forestales aumenta la posibilidad de que se den incidentes relacionados con la madera en conflicto.
La gobernanza pobre es la característica más común en los países en los que se produce la madera de conflicto, y está casi siempre acompañada de la complicidad o la implicación del gobierno a través de las fuerzas militares u otras fuerzas de seguridad. Está relacionada también con altos niveles de corrupción, falta de rendición de cuentas por parte de los funcionarios militares y estatales, un sistema legal inefectivo o arbitrario y una capacidad limitada de control por parte de la sociedad civil, lo que conlleva que las concesiones, impuestos y regulaciones relacionadas con la explotación de los bosques se ejecuten sin control y los beneficios puedan ser desviados del erario público. En el contexto de un conflicto armado estos fondos se desvían para poder continuar el conflicto financiando la operatividad de los grupos armados, milicias privadas, gobiernos y aparatos militares estatales, compra de armamento, poder político y como fuente de riqueza personal. La Unión Europea define las “zonas afectadas por conflictos y de alto riesgo” en la propuesta de reglamento de la UE sobre Minerales de Conflicto como “zonas en estado de conflicto armado, situaciones frágiles de posconflicto y zonas con una gobernanza y seguridad débil o inexistente, así como Estados fallidos, o con violaciones generalizadas y sistemáticas del derecho internacional, incluyendo abusos de los derechos humanos."
La intervención dirigida a obtener control y financiación puede ocurrir en cualquier etapa de la cadena de suministro, durante la extracción, la molienda, el transporte, la comercialización o el lavado de dinero. Los madereros locales suelen ser los que extraen la madera de alto valor y abastecen a los grupos traficantes, ya que sus operaciones son más informales y tienen regulaciones y supervisión más livianas que las de los madereros comerciales. Las fronteras porosas ayudan a los traficantes a blanquear madera ilegal a través de fronteras donde declaran los troncos o productos bajo otra jurisdicción, introduciéndola en el mercado legal.
Aunque no suele ser la única fuente de ingresos la baja inversión de capital y la poca formación requerida para realizar operaciones de venta de madera lo convierten en una forma relativamente rápida de obtener financiamiento. Pese a esto es más probable que las organizaciones alineadas con el Estado o controladas por él, con mayor frecuencia fuerzas de seguridad estatales o empresas madereras respaldadas por el gobierno, estén involucradas en el comercio de madera en conflicto que los grupos rebeldes.

### Consecuencias
Las consecuencias sociales y económicas asociadas a la madera de conflicto suelen ser la expropiación de tierras utilizadas u ocupadas por grupos indígenas y otras poblaciones locales, lo que resulta en la pérdida de ingresos y potencial de ganancias tanto para las comunidades como para los gobiernos locales, la quiebra de las empresas forestales legítimas al distorsionar los precios del mercado y competir injustamente con la madera producida en bosques bien gestionados o la prevención de un desarrollo económico sostenible. Las redes comerciales en tiempos de guerra y la tala por parte de facciones armadas pueden persistir en el período de posguerra, especialmente cuando los conflictos tienen un final confuso como en el caso de Colombia.
Por otro lado a nivel ecológico está asociada a la degradación de los bosques y a la destrucción de los hábitats de la fauna salvaje, a la pérdida de especies en peligro de extinción, al empeoramiento del ciclo hidrológico y a la reducción de la capacidad productiva del bosque. Tanto los conflictos como los periodos posteriores a un conflicto provocan una reducción o suspensión de las actividades de conservación debido a preocupaciones de seguridad y desvío de recursos de ayuda internacional para el mantenimiento de la paz.

## Iniciativas
En los últimos 60 años, al menos un 40% de todos los conflictos intraestatales guardaban relación con los recursos naturales, y en los casos en los que existió esa relación se duplicó el riesgo de reanudación del conflicto durante los primeros cinco años. Según las Naciones Unidas desde 1990 al menos 18 conflictos violentos han estado impulsados por la explotación de recursos naturales; ya fueran recursos de «gran valor» como la madera, los diamantes, el oro, los minerales y el petróleo, o de escaso valor como las tierras fértiles y el agua.
Un estudio de 2016 realizado entre la Interpol y el Programa de las Naciones Unidas para el Medio Ambiente concluyó que en el ámbito de los delitos ecológicos, el comercio de madera ilegal es el que genera mayor movimiento económico, y se estima que representa entre 51 y 152 mil millones de dólares anuales a nivel global. 

### Iniciativas internacionales
A nivel internacional se han tomado algunas medidas para controlar este tipo de financiamiento a partir de la madera. La Asamblea de las Naciones Unidas sobre el Medio Ambiente aprobó la resolución UNEP/EA.2/Res.15, en la que reconoce que unos ecosistemas saludables y unos recursos naturales gestionados de manera sostenible contribuyen a reducir el riesgo de los conflictos armados. También promovió el Día Internacional para la Prevención de la Explotación del Medio Ambiente en la Guerra y los Conflictos Armados. 
Las Naciones Unidas o la Unión Europea pueden implementar sanciones de forma autónoma, como ocurrió en Liberia, la República Democrática del Congo o Birmania entre 2007 y 2013.
La Unión Europea inició en 2003 el plan de acción para el Comercio, la Gobernanza y la Aplicación de las Leyes Forestales o FLEGT, y posteriormente el Programa de Gobernanza y Aplicación de las Leyes Forestales o FLEG iniciado en 2008, que incluye el Reglamento de la madera de la Unión Europea (EUTR), directrices que abordan el comercio de la tala ilegal en la Unión. El plan FLEGT promueve la creación de Acuerdos Voluntarios de Asociación (AVA), que son acuerdos bilaterales entre la UE y países productores de madera propensos a conflictos.  En 2020 la Comisión Europea amplió el reglamento con un documento guía llamado Obligaciones clave y aspectos prácticos de la aplicación de la EUTR - 2019 mediante el cual se mejoró el marco legal de aplicación de la EUTR.Pese a estas medidas desde 2010 el volumen total de importaciones de productos madereros procedentes de países en conflicto a la UE ha ido incrementando, siendo Italia el que más ha crecido con un 29%, seguido por Francia con un 16%, España con un 15%, Bélgica con un 9%, y Alemania con un 6%.Las leyes EUTR, suiza y la australiana Illegal Logging Prohibition Act son las únicas leyes del mundo que hacen referencia explícita a los riesgos asociados con la compra de madera procedente de situaciones frágiles o afectadas por conflictos.
El G8 puso en marcha en 2002 un plan dirigido a mitigar el impacto de los conflictos militares en África llamado Plan de Acción de África, en el cual se incluyó el apartado 1.5-Trabajar con los gobiernos africanos, la sociedad civil y otros actores para abordar el vínculo entre los conflictos armados y la explotación de los recursos naturales.

### Iniciativas privadas
Existen diversas certificaciones internacionales para regular la madera como el Programa para el Reconocimiento de Certificación Forestal mediante la certificación PEFC, el Consejo de Administración Forestal mediante el certificado FSC o la Iniciativa de Silvicultura Sostenible mediante el certificado SFI.
En el mercado también existen estándares o sistemas de verificación como el estándar del Gobierno británico Iniciativa de Transparencia en la Industria Extractiva (EITI), el LegalSource de Preferred by Nature, el OLB (Origine et Légalité des Bois) de Bureau Veritas, el TLV (Timber Legality Verification) de Control Union, y el Legal Harvest de SCS Global Servicies.

### Iniciativas nacionales
A nivel mundial los mayores importadores de productos madereros procedentes de países en conflicto en 2018 fueron por este orden la China, la Unión Europea y la EFTA, Vietnam e India. China, Vietnam e India, que en 2020 no tenían regulaciones vigentes para detener la importación de madera aprovechada ilegalmente, dedican gran parte de esta madera importada para manufacturar productos como papel, muebles o tableros de madera que posteriormente se destinan a la exportación. 
- Australia dispone de una ley que criminaliza la importación de la madera y productos derivados llamada Ley de Prohibición de la Tala Ilegal, similar a la EUTR europea. Las leyes australiana, suiza y EUTR son las únicas que hacen referencia explícita a la madera de conflicto.[21]

- Corea del Sur que dispone de la legislación obligatoria mediante la Ley de Uso Sostenible de la Madera que prohíbe la importación, distribución, producción o venta de madera ilegal, aplicada a través del Instituto de Promoción Forestal y del Servicio de Bosques de Corea.[21]

- Indonesia opera a través de los Acuerdos Voluntarios de Asociación con la Unión Europea, que implica generar un sistema de verificación propio. El sistema indonesio se llama Sistem Verificasi Legalitas Kayu (SVLK).[21]
- Japón opera mediante la aplicación de la Ley de la Madera Limpia como medida voluntaria mediante la promoción de la madera verificada a través del sistema estatal de verificación.[21]
- Malasia opera a través de los Acuerdos Voluntarios de Asociación con la Unión Europea, y ha desarrollado el sistema MY TLAS (Peninsular Malaysia Timber Legality Assurance System).[27]
- Reino Unido cuenta con la UK Timber Regulation para regular el comercio de madera, y ha impuesto sanciones a la importación de madera de Birmania.[30]
- Suiza cuenta con la ordenanza Holzhandelsverordnung – HHV/L’ordonnance sur le commerce du bois – OCBo/La nuova ordinanza sul commercio di legno – OCoL, efectiva desde el 1 de enero de 2022, equivalente a la EUTR.[31]

## Casos

### Afganistán
La serie de guerras ocurridas en Afganistán, junto con otros factores como la desintegración de las instituciones, el colapso de los sistemas de gestión tradicionales basados en la comunidad y la sequía, se han cobrado un precio importante en los recursos naturales del país. En 2003 el PNUMA encontró que más del 50 por ciento de los bosques naturales de pistachos habían sido talados para obtener madera, lo que ha provocado a su vez un deterioro progresivo del medio ambiente y un desplazamiento de las poblaciones rurales a las áreas urbanas.
En la actualidad el conflicto continúa entre el gobierno talibán y el Frente de Resistencia Nacional (NRF), que representa al gobierno anterior, y se mantiene el conflicto iniciado en 2021 entre el gobierno talibán y ISIS-K. Varias organizaciones han denunciado violaciones a los derechos humanos y al derecho internacional.En las regiones conflictivas la madera es uno de los recursos principales usados para financiar la guerra debido a la alta demanda de madera afgana a nivel internacional, especialmente en las provincias de Nuristán y Kunar. 
Las sanciones efectuadas por las Naciones Unidas están categorizadas como "Amenazas a la paz y la seguridad internacionales causadas por actos terroristas", , y van dirigidas principalmente a miembros de Al Qaeda e ISIS, así como a individuos e instituciones del gobierno Talibán vinculados a los dos grupos terroristas.

### Bielorrusia
La madera y derivados proveniente de Bielorrusia está considerada como madera de conflicto desde la fecha de la resolución aprobada por la Asamblea General de las Naciones Unidas el 2 de marzo de 2022 con el motivo del apoyo brindado por Bielorrusia a la invasión Rusa de Ucrania, como parte de la guerra ruso-ucraniana.

### Birmania
El gobierno militar birmano se encuentra en conflicto con los distintos grupos étnicos de las regiones montañosas desde 1948, y ha utilizado la exportación de madera tropical para financiar su actividad y aumentar el control de las zonas boscosas, tanto gestionando la explotación mediante empresas estatales como firmando concesiones a empresas tailandesas o chinas. Tanto el Tatmadaw, como en menor medida las distintas facciones que luchan en la guerra civil iniciada en 2021 tras el golpe de Estado, comercian con madera tropical de la región para poder financiar la compra de armas, principalmente con teca, pynkado y padauk de Birmania. 
Estados Unidos, la Unión Europea, El Reino Unido, Suiza y Canadá impusieron sanciones a la empresa estatal Myanmar Timber Enterprise (MTE), que monopoliza el comercio de madera en el país desde 1989, y a otras compañías con vínculos a la junta militar. Pese a las sanciones se siguen importando madera a la UE (principalmente a Italia) y a Estados Unidos ya que la madera viaja por tierra a través de fronteras porosas hasta los aserraderos de China, India y Tailandia. 
China y la India, los mayores importadores de madera de Birmania, no han impuesto sanciones al comercio de madera procedente del país.La madera, después de ser procesada en India y China, es vendida en el mercado internacional principalmente a los Estados Unidos y a la UE, según reveló una investigación del Consorcio Internacional de Periodistas de Investigación.

### Camboya
Camboya fue uno de los primeros países en los que se empezó a usar el término "madera de conflicto", cuando Global Witness realizó una investigación en los años 90 sobre como los ingresos multimillonarios de la madera financiaron la adquisición de armas tanto por parte de las Fuerzas Armadas Reales de Camboya como de su enemigo, los Jemeres Rojos. Durante los 90 los Jemeres Rojos obtenían entre 10 y 20 millones de dólares al mes de la venta de madera, exportándola a Tailandia.Aunque el tratado de paz entre el Estado de Camboya y los Jemeres Rojos se firmó en 1991 las hostilidades continuaron, y aumentaron las exportaciones de madera y gemas para financiarse tras la caída de las subvenciones internacionales.
Entre 1991 y 1998 se estima que se exportó madera por valor de 2.500 millones de dólares, que representaban el 43% de los ingresos por exportación del país. Tras el conflicto la industria de la madera de Camboya se mantuvo bajo el control del Gobierno perpetuando un sistema de prácticas corruptas.

### Camerún
Junto con otros países de la cuenca del Congo, Camerún está avanzando hacia una prohibición total de las exportaciones de madera sin procesar, que ahora se espera que entre en vigor en enero de 2026.El país está afectado tanto por los movimientos separatistas que forman parte de la crisis anglófona, así como por la insurgencia islamista de grupos como Boko Haram.

### Colombia
Tras el desarme de las FARC en el año 2016 muchos de los bosques que estaban bloqueados bajo el control de las mismas pasaron a estar disponibles para la explotación comercial, y la tala ilegal de estos sirve para financiar grupos criminales, grupos de narcotraficantes y guerrilleros disidentes de la antigua guerrilla insurgente de las FARC o del ELN. Esto ha provocado un aumento de la violencia, muerte y desplazamiento de las poblaciones locales, especialmente de los grupos indígenas, además de llevar al país a ser el más mortífero para líderes y defensores ambientales con al menos 284 asesinados en 2020.

### Guinea-Bisáu
La industria maderera en Guinea-Bisáu experimentó un aumento sin precedentes durante el período de 24 meses que la junta militar gobernó el país tras el golpe de Estado de 2012. En 2013, las medidas represivas contra funcionarios del sector de seguridad involucrados en el tráfico de drogas (incluidos el jefe de las Fuerzas Armadas y el jefe de la Marina) llevaron a otros oficiales militares que habían estado traficando narcóticos a comerciar con madera.
Un estudio de Chatham House de 2013 estimó que el 80% de producción de madera en Guinea-Bissau era ilícita. En 2014 el nuevo Gobierno de Guinea-Bisáu inició una moratoria en la explotación de la madera para intentar frenar la deforestación y la extinción de especies de palisandro, que caducó en 2020.

### India
La deforestación provocada por la tala ilegal en el territorio de Jammu y Cachemira se ha visto exacerbada por la necesidad de financiación de los grupos involucrados en el conflicto de Cachemira, activo desde 1947. Los bosques de Cachemira y las zonas de Jaiber Pastunjuá siguen siendo vulnerables a la tala ilegal por parte de grupos militantes, tanto guerrilleros como estatales, que ejercen el contrabando de madera ilegal entre Afganistán y Pakistán.

### Liberia
El comercio con la madera, que había financiado las facciones de la primera y la segunda guerra civil liberiana, se realizó a través de la propia Liberia y en parte de Sierra Leona a través del Frente Revolucionario Unido (que a su vez también recivía financiamiento de la exportación de madera). En 2002 la extracción de madera generaba más de 80 millones de dólares al año y debería haber generado 19 millones de dólares en impuestos, pero el gobierno sólo podía dar cuenta de menos del 15% de estos ingresos.En 2002 la industria maderera generaba el 22% del PIB del país, y la mitad de las exportaciones.
Las tres mayores empresas madereras involucradas en el suministro de armas a Charles Taylor, fueron Exotic Tropic Timber Enterprises, del español Fernando Robleda y el traficante ucraniano Leonid Minin, Forum Liberia y Oriental Timber Corporation. El traficante de armas holandés Guus Kouwenhoven, propietario de la Oriental Timber Corporation,  fue sentenciado a 19 años de prisión en Holanda por crímenes de guerra y tráfico de armas.Las empresas madereras contrataban los servicios de las milicias estatales afines a Taylor para proteger sus intereses, tanto voluntariamente como por orden de organismos oficiales como la Autoridad de Desarrollo Forestal, en aquel momento dirigida por el hermano de Taylor.Las campañas militares de Taylor también dependían en gran medida de los diamantes extraídos en Sierra Leona y de la desestabilización en los países vecinos, en particular Sierra Leona, Guinea y Costa de Marfil.
Otra de las grandes empresas que financió el gobierno de Tylor a través de los impuestos de la explotación de bosques fue la estadounidense Firestone, que a través de la Firestone Natural Rubber Company se mantuvo activa en el país durante el mandato de Tylor hasta su detención en 2003, y posteriormente durante el periodo del embargo de la ONU hasta 2016.
El papel de la industria maderera en el régimen de Charles Taylor, que asumió el poder después de la primera guerra civil, fue denunciado por Global Witness en diversas ocasiones, lo que llevó al Consejo de Seguridad de las Naciones Unidas a bloquear las exportaciones de madera y derivados entre el 7 de julio de 2003 y noviembre del 2016.La ONU insistió en tres criterios antes de que se pudieran levantar las sanciones: que se estableciera un estado de seguridad en toda Liberia, que el dinero no sirviera para financiar el conflicto, y que los bosques fueran gestionados por la Asamblea Legislativa Nacional de Transición de Liberia y la Autopridad de Desarrollo Forestal.

### México
El crimen organizado en México se dedica a numerosas actividades que le aportan financiación o acceso a sustancias químicas para producir drogas como el fentanilo. Cárteles como el Sinaloa o el Jalisco Nueva Generación se dedican a la tala clandestina de madera empleando o forzando los cazadores furtivos y madereros de la zona a trabajar para ellos, para posteriormente enviar los troncos a China donde reciben el pago mediante productos químicos necesarios para producir drogas como el fentanilo o la metamfetamina, evadiendo así las regulaciones bancarias de lavado de dinero. Según InSight Crime y el director de Desarrollo Forestal del estado de Chihuahua, Refugio Luna García, desde aproximadamente el año 2014 los criminales no sólo talan los árboles de forma ilegal sino que se agencian también de los aserraderos necesarios para procesar la madera y venderla.

### República Democrática del Congo
La República Democrática del Congo cuenta con la extensión de bosques tropicales más grande de África, y según un informe de Chatham House de 2014 al menos un 80% de lo que se tala en el país se extrae de forma ilegal.
Durante la segunda guerra del Congo la madera de conflicto proporcionó financiación a varios de los grupos armados implicados, incluyendo las fuerzas de pacificación enviadas por Zimbabue, y tras el fin de la guerra el dinero de las ventas de madera ha continuado alimentando la actividad de grupos rebeldes en el este del país como Fuerzas Democráticas Aliadas o Al-Shabaab. Los grupos que presentan una estructura internacional pueden tener los mecanismos de extracción en otro país para financiar las actividades en distintos puntos, como el caso de Al-Shabaab que financia sus actividades en el Congo operando en Mozambique a través de Tanzania. Aunque estas prácticas constituyen una clara violación de la EUTR, Europa sigue siendo uno de los mayores importadores de madera del Congo, junto a China.

### República Centroafricana
Según la investigación Blood Timber de Global Witness realizada durante la segunda guerra civil centroafricana, el grupo rebelde Seleka utiliza la explotación maderera como fuente de ingresos través de empresas como Sefca, el responsable del 62% de las exportaciones de madera del país, Tropica Bois, la francesa IFB o la china Vicwood. Las empresas madereras fueron reconocidas por el Panel de Expertos de la ONU sobre la República Centroafricana como fuente de ingresos para los grupos armados de la República Centroafricana en julio de 2014.La madera es el producto de exportación oficial número uno del país.
Las empresas madereras investigadas por Global Witness (IFB de Francia, SEFCA del Líbano y Vicwood de China) gestionan un área de selva tropical de más de doscientas veces el tamaño de París, y juntas representan el 99% de las exportaciones de madera del país. Las investigaciones descubrieron que los tres hicieron pagos frecuentes a los rebeldes Seleka: como sobornos, para pasar controles de carreteras, para escolta armada y para la protección de sus sitios de tala, incluida una única transacción de casi 381.000 euros por parte de Sefca al nuevo gobierno de Seleka durante el golpe de Estado de 2013.

### Rusia
El 4 de marzo de 2022 la junta directiva de PEFC International declaró como madera de conflicto a la madera proveniente de Rusia y Bielorrusia tras la adopción por la Asamblea General de las Naciones Unidas de la resolución sobre la agresión contra Ucrania del 2 de marzo de 2022 con el motivo de la invasión Rusa de Ucrania, como parte de la guerra ruso-ucraniana. Esta declaración elimina la madera de estos países de poder acceder al certificado PEFC, que sirve para diferenciar las prácticas responsables y sostenibles de la industria maderera y papelera, y que en estos dos países llegan a 41 millones de hectáreas de bosque con esta certificación. Ucrania, Bielorrusia y Rusia representan el 42% de las importaciones totales de madera de la Unión Europea (UE) en valor y el 57% en peso.

### Senegal
Según varias investigación de la Agencia de Investigación Ambiental (EIA) o de la BBC se estima que el grupo Movimiento de Fuerzas Democráticas de Casamanza controla la tala y exportación de madera de Senegal, siendo esta la principal fuente de financiación del grupo rebelde. Aunque desde 2014 existe un alto el fuego entre las fuerzas rebeldes y el gobierno senegalés, sigue siendo difícil para las autoridades senegalesas entrar en las zonas fronterizas debido a las minas terrestres y la presencia de rebeldes, y se calcula que entre junio de 2012 y abril de 2020 se talaron ilegalmente 1,6 millones de árboles, principalmente de Palisandro. La región de Casamanza es una de las más pobres del país por lo que para la población local el tráfico de palisandro es la principal fuente de ingresos. Los contrabandistas contratan a la población local o pagan al grupo rebelde para que le suministre troncos, que posteriormente son enviados a Gambia donde se embarcan y se envían a China. 

### Sudán del Sur
En las regiones de Ecuatoria Central y de Ecuatoria Oriental de Sudán del Sur las distintas facciones involucradas en la guerra civil de Sudán del Sur, tanto el ejército regular Fuerzas Armadas de Sudán del Sur (SSPDF) como el grupo rebelde Movimiento de Liberación del Pueblo de Sudán en la Oposición (SPLM-IO), financian sus actividades a través de la tala ilegal y exportación de madera como la teca, la caoba y la afzelia africana. También obtienen financiamiento ofreciendo protección a las empresas madereras privadas y ofreciendo escoltas militares para vehículos que transporten troncos a la frontera con Uganda.

### Ucrania
La madera y derivados originada en el territorio ucraniano controlado por el gobierno ucraniano electo no se considera madera de conflicto, en cambio la madera y derivados producido en el territorio ucraniano ocupado por las fuerzas rusas durante la invasión rusa de Ucrania si se considera madera de conflicto.